# Monohelea lampropeza
Monohelea lampropeza är en tvåvingeart som beskrevs av Remm 1967. Monohelea lampropeza ingår i släktet Monohelea och familjen svidknott. Inga underarter finns listade i Catalogue of Life.